# The Slider
Albums de T. Rex
Electric Warrior
(1971) Tanx
(1973)
Singles
1. Telegram Sam
Sortie : janvier 1972
2. Metal Guru
Sortie : mai 1972

The Slider est le septième album du groupe T. Rex, paru en 1972. Produit par Tony Visconti, c'est le deuxième disque du groupe à sonner glam rock, par opposition au style folk de leurs premières productions.
Avec The Slider, T. Rex parvient à se classer à la 17e place des ventes d'albums aux États-Unis et grimpe jusqu'à la 4e position des charts britanniques. Les deux singles Telegram Sam et Metal Guru sont également nos 1 des ventes au Royaume-Uni.

## Titres
Toutes les chansons sont écrites et composées par Marc Bolan.
| 1. | Metal Guru         | 2:25 |
| 2. | Mystic Lady        | 3:09 |
| 3. | Rock On            | 3:26 |
| 4. | The Slider         | 3:22 |
| 5. | Baby Boomerang     | 2:17 |
| 6. | Spaceball Ricochet | 3:37 |
| 7. | Buick Mackane      | 3:31 |

| 8.  | Telegram Sam      | 3:42 |
| 9.  | Rabbit Fighter    | 3:55 |
| 10. | Baby Strange      | 3:03 |
| 11. | Ballrooms of Mars | 4:09 |
| 12. | Chariot Choogle   | 2:45 |
| 13. | Main Man          | 4:14 |

## Musiciens
- Marc Bolan : chant, guitare
- Steve Currie : basse
- Mickey Finn : percussions, chœurs
- Bill Legend : batterie
- Mark Volman, Howard Kaylan : chœurs
- Tony Visconti : arrangements des cordes